# Zoviet France
Zoviet France (znana również jako :$OVIET:FRANCE:, Soviet France, :Zoviet-France: często zapisywane jako :zoviet*france:) – brytyjska eksperymentalna grupa rockowa związana blisko z gatunkami ambient i industrial. Minimalistyczna muzyka grupy oparta jest głównie na instrumentarium elektronicznym.

## Dyskografia
- Hessian (1982)
- Garista (1982)
- Norsch (1983)
- Mohnomishe (1983)
- Eostre (1984)
- Popular Soviet Songs and Youth Music (1985)
- Gris (1985)
- Misfits, Loony Tunes, and Squalid Criminals (1986)
- Loh Land (1987)
- A Flock of Rotations (1987)
- Shouting at the Ground (1988)
- Look Into Me (1990)
- Just an Illusion (1990)
- Shadow, Thief of the Sun (1990)
- Vienna 1990 (live; 1991)
- What Is Not True (1993)
- Collusion (1995)
- Digilogue (1996)
- Mort Aux Vaches - Feedback (live; 1998)
- In.Version (1999)
- The Decriminalization of Country Music (2002)
- The Reformed Fraction of Zoviet France (2006)